# Njiva Rakotoharimalala
Njiva Tsilavina Martin Rakotoharimalala (Antananarivo, 6 agosto 1992) è un calciatore malgascio, centrocampista del Ratchaburi e della nazionale malgascia.

## Carriera

### Club
Ha giocato nel campionato malgascio e thailandese.

### Nazionale
Ha fatto l'esordio in nazionale nel 2014. Il 10 ottobre 2021, nelle Qualificazioni al Mondiale 2022, segna dopo soli 2 minuti un gol contro la Nazionale di calcio della Repubblica Democratica del Congo, che permette alla sua nazionale di vincere la sua unica partita nel girone.

## Statistiche

### Cronologia presenze e reti in nazionale
| Cronologia completa delle presenze e delle reti in nazionale ― Madagascar | Cronologia completa delle presenze e delle reti in nazionale ― Madagascar | Cronologia completa delle presenze e delle reti in nazionale ― Madagascar | Cronologia completa delle presenze e delle reti in nazionale ― Madagascar | Cronologia completa delle presenze e delle reti in nazionale ― Madagascar | Cronologia completa delle presenze e delle reti in nazionale ― Madagascar | Cronologia completa delle presenze e delle reti in nazionale ― Madagascar | Cronologia completa delle presenze e delle reti in nazionale ― Madagascar |
| Data                                                                      | Città                                                                     | In casa                                                                   | Risultato                                                                 | Ospiti                                                                    | Competizione                                                              | Reti                                                                      | Note                                                                      |
| ------------------------------------------------------------------------- | ------------------------------------------------------------------------- | ------------------------------------------------------------------------- | ------------------------------------------------------------------------- | ------------------------------------------------------------------------- | ------------------------------------------------------------------------- | ------------------------------------------------------------------------- | ------------------------------------------------------------------------- |
| 31-5-2014                                                                 | Kampala                                                                   | Uganda                                                                    | 1 – 0                                                                     | Madagascar                                                                | Qual. Coppa d'Africa 2015                                                 | -                                                                         | 78’                                                                       |
| 18-5-2015                                                                 | Rustenburg                                                                | Lesotho                                                                   | 1 – 0                                                                     | Madagascar                                                                | Coppa COSAFA 2015 - 1º turno                                              | -                                                                         | 73’                                                                       |
| 20-5-2015                                                                 | Rustenburg                                                                | Madagascar                                                                | 2 – 0                                                                     | Tanzania                                                                  | Coppa COSAFA 2015 - 1º turno                                              | 1                                                                         | 90’                                                                       |
| 22-5-2015                                                                 | Rustenburg                                                                | Madagascar                                                                | 1 – 1                                                                     | eSwatini                                                                  | Coppa COSAFA 2015 - 1º turno                                              | -                                                                         |                                                                           |
| 25-5-2015                                                                 | Rustenburg                                                                | Ghana                                                                     | 1 – 2                                                                     | Madagascar                                                                | Coppa COSAFA 2015 - Quarti di finale                                      | -                                                                         |                                                                           |
| 28-5-2015                                                                 | Rustenburg                                                                | Madagascar                                                                | 2 – 3                                                                     | Namibia                                                                   | Coppa COSAFA 2015 - Semifinale                                            | -                                                                         | 70’                                                                       |
| 30-5-2015                                                                 | Rustenburg                                                                | Botswana                                                                  | 1 – 2                                                                     | Madagascar                                                                | Coppa COSAFA 2015 - Finale 3º posto                                       | -                                                                         | 58’                                                                       |
| 2-8-2015                                                                  | Saint-André                                                               | Madagascar                                                                | 2 – 0                                                                     | Mayotte                                                                   | Amichevole                                                                | -                                                                         |                                                                           |
| 4-8-2015                                                                  | Saint-André                                                               | Maldive                                                                   | 0 – 4                                                                     | Madagascar                                                                | Amichevole                                                                | 1                                                                         |                                                                           |
| 6-8-2015                                                                  | Saint-André                                                               | La Riunione                                                               | 1 – 0 dts                                                                 | Madagascar                                                                | Amichevole                                                                | -                                                                         | 85’                                                                       |
| 10-10-2015                                                                | Bangui                                                                    | Rep. Centrafricana                                                        | 0 – 3                                                                     | Madagascar                                                                | Qual. Mondiali 2018                                                       | 1                                                                         |                                                                           |
| 13-10-2015                                                                | Antananarivo                                                              | Madagascar                                                                | 2 – 2                                                                     | Rep. Centrafricana                                                        | Qual. Mondiali 2018                                                       | -                                                                         |                                                                           |
| 13-11-2015                                                                | Antananarivo                                                              | Madagascar                                                                | 2 – 2                                                                     | Senegal                                                                   | Qual. Mondiali 2018                                                       | 1                                                                         | 83’                                                                       |
| 17-11-2015                                                                | Dakar                                                                     | Senegal                                                                   | 3 – 0                                                                     | Madagascar                                                                | Qual. Mondiali 2018                                                       | -                                                                         | 54’                                                                       |
| 24-3-2016                                                                 | Antananarivo                                                              | Madagascar                                                                | 1 – 1                                                                     | Rep. Centrafricana                                                        | Qual. Coppa d'Africa 2017                                                 | -                                                                         | 74’                                                                       |
| 28-3-2016                                                                 | Bangui                                                                    | Rep. Centrafricana                                                        | 2 – 1                                                                     | Madagascar                                                                | Qual. Coppa d'Africa 2017                                                 | -                                                                         |                                                                           |
| 22-4-2017                                                                 | Antananarivo                                                              | Senegal                                                                   | 1 – 0                                                                     | Guinea                                                                    | Qual. CHAN 2018                                                           | -                                                                         |                                                                           |
| 29-4-2017                                                                 | Lilongwe                                                                  | Malawi                                                                    | 0 – 1                                                                     | Madagascar                                                                | Qual. CHAN 2018                                                           | 1                                                                         |                                                                           |
| 9-6-2017                                                                  | Khartoum                                                                  | Sudan                                                                     | 1 – 3                                                                     | Madagascar                                                                | Qual. Coppa d'Africa 2019                                                 | -                                                                         | 54’                                                                       |
| 16-7-2017                                                                 | Antananarivo                                                              | Madagascar                                                                | 2 – 2                                                                     | Mozambico                                                                 | Qual. CHAN 2018                                                           | 2                                                                         |                                                                           |
| 23-7-2017                                                                 | Maputo                                                                    | Mozambico                                                                 | 0 – 2                                                                     | Madagascar                                                                | Qual. CHAN 2018                                                           | 1                                                                         |                                                                           |
| 13-8-2017                                                                 | Antananarivo                                                              | Madagascar                                                                | 0 – 0                                                                     | Angola                                                                    | Qual. CHAN 2018                                                           | -                                                                         |                                                                           |
| 19-8-2017                                                                 | Luanda                                                                    | Angola                                                                    | 1 – 0                                                                     | Madagascar                                                                | Qual. CHAN 2018                                                           | -                                                                         |                                                                           |
| 21-3-2018                                                                 | Saint-Leu-la-Forêt                                                        | Togo                                                                      | 0 – 0                                                                     | Madagascar                                                                | Amichevole                                                                | -                                                                         | 85’                                                                       |
| 24-3-2018                                                                 | Pristina                                                                  | Kosovo                                                                    | 1 – 0                                                                     | Madagascar                                                                | Amichevole                                                                | -                                                                         | 57’                                                                       |
| 9-9-2018                                                                  | Antananarivo                                                              | Madagascar                                                                | 2 – 2                                                                     | Senegal                                                                   | Qual. Coppa d'Africa 2019                                                 | -                                                                         |                                                                           |
| 13-10-2018                                                                | Bata                                                                      | Guinea Equatoriale                                                        | 0 – 1                                                                     | Madagascar                                                                | Qual. Coppa d'Africa 2019                                                 | -                                                                         | 61’                                                                       |
| 16-10-2018                                                                | Antananarivo                                                              | Madagascar                                                                | 1 – 0                                                                     | Guinea Equatoriale                                                        | Qual. Coppa d'Africa 2019                                                 | 1                                                                         |                                                                           |
| 18-11-2018                                                                | Antananarivo                                                              | Madagascar                                                                | 1 – 3                                                                     | Sudan                                                                     | Qual. Coppa d'Africa 2019                                                 | -                                                                         |                                                                           |
| 23-3-2019                                                                 | Dakar                                                                     | Senegal                                                                   | 2 – 0                                                                     | Madagascar                                                                | Qual. Coppa d'Africa 2019                                                 | -                                                                         |                                                                           |
| 2-6-2019                                                                  | Lussemburgo                                                               | Lussemburgo                                                               | 3 – 3                                                                     | Madagascar                                                                | Amichevole                                                                | -                                                                         | 46’                                                                       |
| 7-6-2019                                                                  | Nairobi                                                                   | Kenya                                                                     | 1 – 0                                                                     | Madagascar                                                                | Amichevole                                                                | -                                                                         |                                                                           |
| 14-6-2019                                                                 | Antananarivo                                                              | Madagascar                                                                | 1 – 3                                                                     | Mauritania                                                                | Amichevole                                                                | -                                                                         | 51’                                                                       |
| 27-6-2019                                                                 | Alessandria d'Egitto                                                      | Madagascar                                                                | 1 – 0                                                                     | Burundi                                                                   | Coppa d'Africa 2019 - 1º turno                                            | -                                                                         | 61’                                                                       |
| 7-7-2019                                                                  | Alessandria d'Egitto                                                      | Madagascar                                                                | 2 – 2 dts (6 – 4 dtr)                                                     | RD del Congo                                                              | Coppa d'Africa 2019 - Ottavi di Finale                                    | -                                                                         | 112’                                                                      |
| 11-7-2019                                                                 | Eliopolis                                                                 | Madagascar                                                                | 0 – 3                                                                     | Tunisia                                                                   | Coppa d'Africa 2019 - Quarti di finale                                    | -                                                                         | 73’                                                                       |
| 16-11-2019                                                                | Antananarivo                                                              | Madagascar                                                                | 1 – 0                                                                     | Etiopia                                                                   | Qual. Coppa d'Africa 2021                                                 | -                                                                         | 59’                                                                       |
| 19-11-2019                                                                | Niamey                                                                    | Niger                                                                     | 2 – 6                                                                     | Madagascar                                                                | Qual. Coppa d'Africa 2021                                                 | -                                                                         | 76’                                                                       |
| 30-3-2021                                                                 | Toamasina                                                                 | Madagascar                                                                | 0 – 0                                                                     | Niger                                                                     | Qual. Coppa d'Africa 2021                                                 | -                                                                         | 62’                                                                       |
| 7-9-2021                                                                  | Dar es Salaam                                                             | Tanzania                                                                  | 3 – 2                                                                     | Madagascar                                                                | Qual. Mondiali 2022                                                       | 1                                                                         | 60’                                                                       |
| 7-10-2021                                                                 | Rabat                                                                     | RD del Congo                                                              | 2 – 0                                                                     | Madagascar                                                                | Qual. Mondiali 2022                                                       | -                                                                         | 69’                                                                       |
| 10-10-2021                                                                | Antananarivo                                                              | Madagascar                                                                | 1 – 0                                                                     | RD del Congo                                                              | Qual. Mondiali 2022                                                       | 1                                                                         | 32’ 80’                                                                   |
| 11-11-2021                                                                | Cotonou                                                                   | Benin                                                                     | 2 – 0                                                                     | Madagascar                                                                | Qual. Mondiali 2022                                                       | -                                                                         | 65’                                                                       |
| 14-11-2021                                                                | Antananarivo                                                              | Madagascar                                                                | 1 – 1                                                                     | Tanzania                                                                  | Qual. Mondiali 2022                                                       | -                                                                         | 69’                                                                       |
| 1-6-2022                                                                  | Cape Coast                                                                | Ghana                                                                     | 3 – 0                                                                     | Madagascar                                                                | Qual. Coppa d'Africa 2023                                                 | -                                                                         | 45’                                                                       |
| 5-6-2022                                                                  | Antananarivo                                                              | Madagascar                                                                | 1 – 1                                                                     | Angola                                                                    | Qual. Coppa d'Africa 2023                                                 | 1                                                                         | 64’                                                                       |
| 23-3-2023                                                                 | Antananarivo                                                              | Madagascar                                                                | 0 – 3                                                                     | Rep. Centrafricana                                                        | Qual. Coppa d'Africa 2023                                                 | -                                                                         | 79’                                                                       |
| 27-3-2023                                                                 | Douala                                                                    | Rep. Centrafricana                                                        | 2 – 0                                                                     | Madagascar                                                                | Qual. Coppa d'Africa 2023                                                 | -                                                                         | 58’                                                                       |
| 17-11-2023                                                                | Kumasi                                                                    | Ghana                                                                     | 1 – 0                                                                     | Madagascar                                                                | Qual. Mondiali 2026                                                       | -                                                                         |                                                                           |
| 20-11-2023                                                                | Oujda                                                                     | Ciad                                                                      | 0 – 3                                                                     | Madagascar                                                                | Qual. Mondiali 2026                                                       | 2                                                                         | 85’                                                                       |
| 11-10-2024                                                                | Casablanca                                                                | Madagascar                                                                | 1 – 1                                                                     | Gambia                                                                    | Qual. Coppa d'Africa 2025                                                 | -                                                                         | 84’                                                                       |
| 14-10-2024                                                                | El Jadida                                                                 | Gambia                                                                    | 1 – 0                                                                     | Madagascar                                                                | Qual. Coppa d'Africa 2025                                                 | -                                                                         | 71’                                                                       |
| 14-11-2024                                                                | Pretoria                                                                  | Madagascar                                                                | 2 – 3                                                                     | Tunisia                                                                   | Qual. Coppa d'Africa 2025                                                 | -                                                                         | 46’                                                                       |
| 18-11-2024                                                                | Al Hoceima                                                                | Comore                                                                    | 1 – 0                                                                     | Madagascar                                                                | Qual. Coppa d'Africa 2025                                                 | -                                                                         | 81’                                                                       |
| 19-3-2025                                                                 | Casablanca                                                                | Rep. Centrafricana                                                        | 1 – 4                                                                     | Madagascar                                                                | Qual. Mondiali 2026                                                       | -                                                                         | 85’                                                                       |
| 24-3-2025                                                                 | Al Hoceima                                                                | Madagascar                                                                | 0 – 3                                                                     | Ghana                                                                     | Qual. Mondiali 2026                                                       | -                                                                         | 69’                                                                       |
| Totale                                                                    |                                                                           | Presenze                                                                  | 56                                                                        |                                                                           | Reti                                                                      | 14                                                                        |                                                                           |